# A háború démonjai (film, 2020)
A háború démonjai (eredeti cím: Ghosts of War) 2020-ban bemutatott háborús horrorfilm, melyet Eric Bress írt és rendezett. A főszereplők Brenton Thwaites, Theo Rossi, Skylar Astin, Kyle Gallner és Alan Ritchson.
A filmet a DirecTV-n mutatták be 2020. június 18-án.

## Cselekmény
A második világháború legsötétebb napjaiban öt amerikai katonának parancsot kell teljesítenie. Meg kell védeniük egy francia kastélyt az idegen kezektől, amelyet korábban a náci hadsereg foglalt el.
A küldetésük hamar kudarcba fullad, amikor a kastélyban megmagyarázhatatlan események kezdenek történni. Láthatatlan erők mozdítanak el különböző tárgyakat, majd egy négy tagból álló szellemcsalád is láthatóvá válik számukra, különböző haláleseteket bemutatva – a családapát a saját székében égették halálra, a lányát felakasztották, a fiát pedig belefojtották egy vízzel teli kádba. Mindezeket az anyának végig kellett néznie. Hamarosan kiderül, hogy ezek az emberek valójában így haltak meg, az afgánok általi mészárlás során, melyet az öt katonának tétlenül kellett végignéznie a falak mögött elrejtőzve. Nem tehetnek semmit, mert ellenségeik túlerőben vannak. Viszont az egyik áldozat, az édesanya túlélte az esetet és egy bombával a katonák felé rohant, melynek során az öt baka felrobbant és mindegyikük különböző testrészeit vesztette el.
Mindannyiukat kórházban kezeli egy bizonyos Dr. Engel nevű orvos. Kiderül, hogy avatarként szerepeltek az átvészelt múltban, amely újra lejátszódott egy program segítségével, viszont mindent valóságosnak éltek meg. A lábait elvesztő Christ visszaküldik a programmal, hogy ismét lejátszódjon minden átélt eset, annyi különbséggel, hogy megmentik a mészárlás áldozatait, hogy aztán a kastélyban ne kísértsék őket többé a kísérteteik.

## Szereplők
| Szerep           | Színész                    | Magyar hang     |
| ---------------- | -------------------------- | --------------- |
| Chris Goodson    | Brenton Thwaites           | Szatory Dávid   |
| Kirk             | Theo Rossi                 | Szabó Máté      |
| Eugene           | Skylar Astin               | Hamvas Dániel   |
| Tappert          | Kyle Gallner               | Dolmány Attila  |
| Butchie          | Alan Ritchson              | Király Attila   |
| Dr. Engel        | Billy Zane                 | Galambos Péter  |
| Mr. Helwig       | Shaun Toub                 | Németh Péter    |
| Mrs. Helwig      | Laila Banki                |                 |
| Parancsnok       | Alexander Behrang Keshtkar | eredeti nyelven |
| Helwig fia       | Kaloyan Hristov            | eredeti nyelven |
| Christina Helwig | Yanitsa Mihailova          | eredeti nyelven |

## A film készítése
2017 februárjában arról számoltak be, hogy Brenton Thwaites alakítja a főszerepet A háború démonjai című filmben, melyet Bress rendez saját forgatókönyve alapján. D. Todd Shepherd, Shelley Madison, Joe Simpson és George Waud lettek a film producerei. Egy hónappal később Skylar Astin, Theo Rossi, Alan Ritchson, Kyle Gallner és Shaun Toub csatlakoztak a film szereplőihez.
A film forgatására Szófiában került sor.